# Institut national des sciences appliquées de Lyon
Institut national des sciences appliquées de Lyon (INSA Lyon) je velká francouzská škola a inženýrská škola. Univerzita se nachází v kampusu La Doua - LyonTech, ve shluku vědeckých a technologických univerzit a Grandes Écoles. La Doua se nachází ve Villeurbanne, na předměstí Lyonu.
Škola byla založena v roce 1957, aby školila vysoce kvalifikované inženýry, podporovala další vzdělávání a prováděla výzkum. Pětiletý učební plán si klade za cíl vyškolit inženýry, kteří mají lidské vlastnosti a dobře se orientují v primárních oblastech vědy a techniky. Studenti mohou na konci 5letého kurikula pokračovat v doktorském studiu. Absolventi INSA v Lyonu se nazývají Insaliens.

## Slavní studenti a absolventi
- Iljás Fachfách, tuniský politik
- Fanny Gibert, francouzská sportovní lezkyně
- Bruno Marie-Rose, bývalý francouzský atlet, sprinter, bronzový olympijský medailista ze štafety na 4 × 100 metrů